# Смыловка
 Смыловка  — село в Нижнекамском районе Татарстана. Входит в состав Сухаревского сельского поселения.

## География
Находится в центральной части республики на расстоянии приблизительно 18 км по прямой на юго-запад от районного центра города Нижнекамск.
К северу находится  ландшафтный памятник природы регионального значения Борковская дача и  озеро Прось.

## История
Основано в XVIII веке.

## Население
Постоянных жителей было: в 1859—227, в 1870—366, в 1897—563, в 1906—608, в 1920—851, в 1926—817, в 1949—774, в 1958—540, в 1970—492, в 1979—353, в 1989—107, в 2002 − 89 (русские 82 %), 95 в 2010, 53 в 2020.